# Conor Sheary
Conor Sheary (né le 8 juin 1992 à Melrose dans l'État de Massachusetts aux États-Unis) est un joueur professionnel américain de hockey sur glace. Il évolue au poste d'ailier.

## Biographie

### Carrière en club
Sheary joue quatre saisons avec les Minutemen de l'Université du Massachusetts à Amherst avant de signer vers la fin de la saison 2013-2014 un contrat d'essai dans la Ligue américaine de hockey avec les Penguins de Wilkes-Barre/Scranton pour le restant de la saison, ainsi qu'un contrat valide pour la saison 2014-2015 . 
Il connaît une bonne saison 2014-2015 en LAH, avec un total de 45 points, dont 20 buts et 25 mentions d'aide, en 58 matchs et termine meilleur pointeur de l'équipe. À l'issue de cette saison, il signe un contrat de deux ans dans la Ligue nationale de hockey avec les Penguins de Pittsburgh, qui sont affiliés à l'équipe de WBS.
C'est lors de la saison 2015-2016 qu'il fait ses débuts dans la LNH jouant son premier match avec Pittsburgh le 16 décembre 2015. Il marque son premier but contre le gardien Tuukka Rask des Bruins de Boston ainsi que sa première mention d'assistance lors du même match du 18 décembre 2015. Sheary enregistre son premier match avec plusieurs buts le 13 mars 2016, marquant deux buts contre Henrik Lundqvist des Rangers de New-York. Il marquera par la suite son premier but de série éliminatoire contre le même gardien, le 21 avril 2016. 
Lors des séries éliminatoires, il est placé sur la première ligne d'attaque et se retrouve à jouer aux côtés du joueur vedette Sidney Crosby. Il aide son équipe à atteindre la finale de la Coupe Stanley qui se joue contre les Sharks de San José et lors du deuxième match de la série, il marque le but gagnant en prolongation pour permettre à son équipe de remporter le match 2-1 et de mener la série 2 matchs à 0.
Au cours de la saison 2016-2017, Sheary  continue de jouer au côté de Sidney Crosby toute l'année, marquant 23 buts et 30 mentions d'assistance. Les Penguins de Pittsburgh gagnent leur seconde coupe Stanley cette fin de saison. 
Le 30 juillet 2017, le club re-signe Sheary pour un contrat de 3 ans d'une valeur total de 9 millions de dollars.
Le 27 juin 2018, il est échangé aux Sabres de Buffalo en compagnie de Matt Hunwick contre un choix conditionnel de 4e tour au repêchage de 2019.
Le 24 février 2020, il passe des Sabres aux Penguins avec Evan Rodrigues en retour de Dominik Kahun.

### Vie personnelle
Lors d'une interview en novembre 2017, Sheary admets que les commentateurs sportifs, les fans et les joueurs déforment la prononciation de son nom de famille depuis le départ de sa carrière professionnelle, celui-ci se prononçant en anglais «SHARE-ee» et non «SHEER-ee».

## Statistiques
| Saison     | Équipe                            | Ligue      |     | Saison régulière | Saison régulière | Saison régulière | Saison régulière | Saison régulière |   | Séries éliminatoires | Séries éliminatoires | Séries éliminatoires | Séries éliminatoires | Séries éliminatoires |
| Saison     | Équipe                            | Ligue      | PJ  | B                | A                | Pts              | Pun              | PJ               | B | A                    | Pts                  | Pun                  |                      |                      |
| 2007-2008  | Cushing Academy                   | USHS       | 29  | 2                | 2                | 4                |                  | -                | - | -                    | -                    | -                    |                      |                      |
| 2008-2009  | Cushing Academy                   | USHS       | 31  | 16               | 27               | 43               |                  | -                | - | -                    | -                    | -                    |                      |                      |
| 2009-2010  | Cushing Academy                   | USHS       | 31  | 30               | 41               | 71               |                  | -                | - | -                    | -                    | -                    |                      |                      |
| 2010-2011  | Minutemen d'UMass                 | HE         | 34  | 6                | 8                | 14               | 12               | -                | - | -                    | -                    | -                    |                      |                      |
| 2011-2012  | Minutemen d'UMass                 | HE         | 36  | 12               | 23               | 35               | 10               | -                | - | -                    | -                    | -                    |                      |                      |
| 2012-2013  | Minutemen d'UMass                 | HE         | 34  | 11               | 16               | 27               | 29               | -                | - | -                    | -                    | -                    |                      |                      |
| 2013-2014  | Minutemen d'UMass                 | HE         | 34  | 9                | 19               | 28               | 2                | -                | - | -                    | -                    | -                    |                      |                      |
| 2013-2014  | Penguins de Wilkes-Barre/Scranton | LAH        | 2   | 0                | 0                | 0                | 0                | 15               | 6 | 5                    | 11                   | 0                    |                      |                      |
| 2014-2015  | Penguins de Wilkes-Barre/Scranton | LAH        | 58  | 20               | 25               | 45               | 8                | 8                | 5 | 7                    | 12                   | 2                    |                      |                      |
| 2015-2016  | Penguins de Wilkes-Barre/Scranton | LAH        | 30  | 7                | 29               | 36               | 4                | -                | - | -                    | -                    | -                    |                      |                      |
| 2015-2016  | Penguins de Pittsburgh            | LNH        | 44  | 7                | 3                | 10               | 8                | 23               | 4 | 6                    | 10                   | 8                    |                      |                      |
| 2016-2017  | Penguins de Pittsburgh            | LNH        | 61  | 23               | 30               | 53               | 22               | 22               | 2 | 5                    | 7                    | 4                    |                      |                      |
| 2017-2018  | Penguins de Pittsburgh            | LNH        | 79  | 18               | 12               | 30               | 10               | 12               | 0 | 2                    | 2                    | 2                    |                      |                      |
| 2018-2019  | Sabres de Buffalo                 | LNH        | 78  | 14               | 20               | 34               | 12               | -                | - | -                    | -                    | -                    |                      |                      |
| 2019-2020  | Sabres de Buffalo                 | LNH        | 55  | 9                | 10               | 19               | 8                | -                | - | -                    | -                    | -                    |                      |                      |
| 2019-2020  | Penguins de Pittsburgh            | LNH        | 8   | 1                | 3                | 4                | 2                | 4                | 0 | 2                    | 2                    | 2                    |                      |                      |
| 2020-2021  | Capitals de Washington            | LNH        | 53  | 14               | 8                | 22               | 14               | 5                | 1 | 0                    | 1                    | 2                    |                      |                      |
| 2021-2022  | Capitals de Washington            | LNH        | 71  | 19               | 24               | 43               | 14               | 6                | 0 | 1                    | 1                    | 0                    |                      |                      |
| 2022-2023  | Capitals de Washington            | LNH        | 82  | 15               | 22               | 37               | 22               | -                | - | -                    | -                    | -                    |                      |                      |
| 2023-2024  | Lightning de Tampa Bay            | LNH        | 57  | 4                | 11               | 15               | 12               | -                | - | -                    | -                    | -                    |                      |                      |
| 2024-2025  | Lightning de Tampa Bay            | LNH        | 5   | 0                | 0                | 0                | 4                | -                | - | -                    | -                    | -                    |                      |                      |
| 2024-2025  | Crunch de Syracuse                | LNH        | 59  | 20               | 41               | 61               | 23               | 2                | 1 | 0                    | 1                    | 0                    |                      |                      |
| Totaux LNH | Totaux LNH                        | Totaux LNH | 593 | 124              | 143              | 267              | 128              | 72               | 7 | 16                   | 23                   | 18                   |                      |                      |

## Trophées et honneurs personnels

### Ligue nationale de hockey
- 2015-2016 : vainqueur de la Coupe Stanley avec les Penguins de Pittsburgh (1)
- 2016-2017 : vainqueur de la Coupe Stanley avec les Penguins de Pittsburgh (2)